# Взрослые (сериал, 2024)
«Взро́слые» — российское молодёжное драмеди о взрослении трёх подруг. В главных ролях: Анастасия Талызина, Мария Мацель, Стася Милославская.
Премьера состоялась 5 августа 2024 года в онлайн-кинотеатре Okko.

## Сюжет
Яне (Анастасия Талызина), Соне (Стася Милославская) и Лизе (Мария Мацель) — по 25 лет. Они познакомились ещё в детстве, с тех пор неразлучны и считают себя самыми близкими подругами. Они доверяют друг другу тайны, даже те, которыми не делятся с родственниками — о личной жизни, о влюблённостях, о своих переживаниях и проблемах.
Яна встречается с сыном владельца кальянной Мишей (Кирилл Буханцев), живёт вместе с его небогатыми родственниками в тесной квартире и мечтает улучшить жилищные условия. Она ведёт личный блог в Интернете и верит, что когда-нибудь станет популярной блогершей, начнёт зарабатывать миллионы, купит новую квартиру, закрутит роман с какой-нибудь знаменитостью и с гордостью уйдёт от Миши.
Соне вскружил голову молодой банкир Даня (Олег Отс). Он, напротив, обеспечен, дарит возлюбленной дорогие подарки, запрещает ей работать и настаивает на шикарной свадьбе. Понимая, что такой шанс упускать нельзя, она нехотя готовится к предстоящей церемонии, хотя роль домохозяйки её не устраивает. Она постоянно провоцирует скандалы «на ровном месте» и после одного из них целенаправленно идёт в ночной клуб, где знакомится с музыкантом и проводит с ним ночь.
Лиза очень впечатлительная. Она страдает от обсессивно-компульсивного расстройства, перед выходом из дома может по несколько раз проверять конфорки и духовку, а, прочитав о симптомах той или иной болезни, она непременно находит её у себя, из-за чего визиты на обследования по врачам у неё занимают немало времени, но самая большая её проблема — отсутствие интимной жизни, она много лет встречается с писателем-неудачником Сеней (Игорь Кузнецов), но не рискует лишиться девственности, из-за чего очень переживает.
В какой-то момент дружбе трёх девушек предстоит пройти непростую проверку на прочность.

## Производство
Сериал совместного производства Originals Production и продюсерской компании Валерия Тодоровского «Мармот-фильм» по заказу онлайн-кинотеатра Okko.
Режиссёром и автором сценария сериала выступила дочь Валерия Тодоровского, проект стал её режиссёрским дебютом. При этом, по признанию Екатерины Тодоровской, она работала над сценарием более трёх лет, а прототипом одной из главных героинь стала её подруга.
Съёмки стартовали в Москве осенью 2023 года и продлились до конца года.
Презентация проекта и показ первого эпизода сериала состоялись в рамках конкурсной программы VI фестиваля сериалов «Пилот» в Иваново. Там же сериал был отмечен специальным призом жюри «За лучший режиссёрский дебют».
Трейлер сериала вышел 29 июля 2024 года.
Премьера состоялась 5 августа 2024 года на платформе онлайн-кинотеатра Okko.

## Актёры и персонажи

### Главные роли
| Актёр              | Роль |
| ------------------ | ---- |
| Анастасия Талызина | Яна  |
| Мария Мацель       | Лиза |
| Стася Милославская | Соня |

### Роли второго плана / эпизоды
| Актёр                   | Роль                |
| ----------------------- | ------------------- |
| Александр Кульков       | Антон, отец Сони    |
| Александр Медведев      | ведущий свадьбы     |
| Александр Насенков      | Митя                |
| Алексей Бахметьев       | стендапер           |
| Алексей Фатеев          | Сергей              |
| Алиса Руденко           | Яна в детстве       |
| Анастасия Альмухаметова | девушка-стендапер   |
| Анастасия Дьячук        | Нина                |
| Анастасия Кучерёнок     | Вера                |
| Анастасия Шаповал       | организатор свадеб  |
| Андрей Андрианов        | клиент банка        |
| Андрей Максимов         | Гоша                |
| Анжелика Юдакова        | парашютистка        |
| Анна Ещенко             | Светлана            |
| Анна Невская            | Лена                |
| Арина Савостьянова      | Соня в детстве      |
| Артём Шаромов           | коллега Дани        |
| Артур Сирык             | клиент банка        |
| Асель Турдубаева        | тайка               |
| Борис Бирюков           | ведущий стендапа    |
| Валерия Крейн           | Варя                |
| Всеволод Макаров        | Женя                |
| Даниил Васильев         | Ваня, брат Лизы     |
| Даниил Ивершинь         | коллектор           |
| Екатерина Сёмина        | врач УЗИ            |
| Екатерина Соколова      | Маша                |
| Елена Морозова          | психолог            |
| Елена Прудникова        | эпизод              |
| Елена Смирнова          | Лора                |
| Елена Чарквиани         | Мила                |
| Зинаида Илюхина         | женщина на парковке |

## Список серий
| Серия | Дата выхода     |
| ----- | --------------- |
| 1     | 5 августа 2024  |
| 2     | 6 августа 2024  |
| 3     | 7 августа 2024  |
| 4     | 12 августа 2024 |
| 5     | 13 августа 2024 |
| 6     | 14 августа 2024 |
| 7     | 19 августа 2024 |
| 8     | 20 августа 2024 |
| 9     | 21 августа 2024 |
| 10    | 26 августа 2024 |
| 11    | 27 августа 2024 |
| 12    | 28 августа 2024 |

## О сериале
Валерий Тодоровский, продюсер:
В своём дебютном сценарии Катя написала про себя, про историю её взросления, про отношения с подругами. Мне кажется, в своём сценарии она была искренна и хотела поделиться своими ощущениями, которые будут понятны каждому зрителю… Я верю, что зритель тепло примет такую правдивую историю Кати и оценит её желание поделиться своими чувствами, переживаниями и жизненным опытом.
Мария Мацель, актриса:
Моя героиня Лиза — самый трогательный персонаж из всех, что мне предлагали. Невозможно было не захотеть её сыграть. Я уже вижу, как все хотят помочь Кате снять её историю такой, какой она её написала, поэтому и не волнуюсь, и не переживаю, а очень вдохновлена предстоящей работой.
Стася Милославская, актриса:
Моя героиня Соня — девушка далёкая от меня, девочка очень благополучная, в розовых очках, из хорошей семьи, у которой вся жизнь расписана на десять лет вперёд. Она структура, я — хаос. Но, как мне кажется, всё же точки соприкосновения я с ней нашла. Интересно поиграть такую героиню, даже в какой-то степени душную. Команда у нас суперская, это было понятно уже по первому съёмочному дню.
Гавриил Гордеев, продюсер:
Поиски своего места в жизни, самопозиционирования в социуме и, главное, любви — показаны максимально точно и дают возможность почувствовать время, которое идёт прямо сейчас. Этот вайб очень важен.

## Критика
«Сериал „Взрослые“ — это своего рода Sex In the City, только про совсем молоденьких и не такой пустопорожний, — пишет обозреватель „Комсомольской правды“. — Екатерина Тодоровская — из славной режиссёрской семьи (внучка Петра, дочь Валерия, сестра Петра-мл. Тодоровских), в традиции которой — глубокое исследование героя, погружение в недра его души. И Екатерина эту традицию поддерживает, неплохо балансируя на грани комедии и драмы. Помимо этого, она заложила внутрь сценария несколько милых штучек, стирающих грань между экраном и жизнью. Например, Яна — внучка знаменитой в прошлом киноактрисы, как и сама Анастасия Талызина, а героиня Маши Мацель имеет не пригодившийся ей эмгэушный диплом культуролога — тут Тодоровская шутит уже над собой».
Зрители на сайтах отзывов пишут: «Начала смотреть этот сериал сразу после „Открытого брака“, там же на сервисе Окко, получается от одних и тех же создателей, но не ожидала, что даже диалоги кочуют почти дословно, например, про эротический наряд Сони и неуверенность в нём при своём избраннике (аналогичные фразы звучали из уст Оксаны к Севе из „Открытого брака“)»; «Актрисы в главных ролях нравятся, хорошо отыгрывают нужные эмоции без слов, много крупных планов, дабы по мимике зритель считывал больше, чем мог бы по диалогам. Этот сериал нужно именно смотреть, а не слушать фоном»; «Даже несмотря на то, что я люблю такие женские сериалы, типа „Деффчонки“ или „Сёстры“, это творение кинематографа мне не зашло. Слишком банально, пресно, скучно и вообще не увлекает. Даже на разок фоном смотреть это мне не хочется»; «Весь этот сериал сводится к рассуждениям на сексуальную тематику: кто, кому, что, и так далее… Игра актёров очень посредственная. Хотя из этого сценария, возможно, вытянуть не смог бы никто что-то более-менее стоящее… Подобные женские сериалы должны поднимать и улучшать настроение, типа „Краткий курс счастливой жизни“ Гай Германики. Или тот же культовый „Секс в большом городе“. Но это не получилось и на 5 % приближённо к вышеупомянутым. Не рекомендую!».